# 1-ша Червонопрапорна армія (СРСР)
1-ша Червонопра́порна а́рмія (1 ЧА) — загальновійськова армія у складі Збройних сил СРСР.

## Історія

### Перше формування
Сформована в липні 1938 року у складі Червонопрапорного Далекосхідного фронту і спочатку називалася 1-ю Приморською армією. Управління армії було створене на базі управління Приморської групи Особливої Червонопрапорної Далекосхідної армії. У липні 1940, у зв'язку з відновленням Далекосхідного фронту, армія знов включена до його складу, а в березні 1945 — до Приморської групи військ цього фронту.
До серпня 1945 разом з іншими військами Червоної Армії, що дислокувалися на Далекому Сході, перебувала в постійній готовності до відбиття можливої агресії з боку Японії.
На початку серпня 1945 року армія (22-га, 39-та, 59-та, 231-ша, 300-та і 365-та стрілецькі дивізії, 75-та, 77-ма і 257-ма танкові бригади, 48-й окремий танковий полк, 6-й і 112-й укріплені райони, низка артилерійських, зенітних, інженерних і інших з'єднань і частин) у складі 1-го Далекосхідного фронту брала участь у Харбіно-Гіринській операції радянсько-японської війни. Третього дня операції війська армії оволоділи м. Лішучжень (11 серпня), а потім у взаємодії з 35-ю армією оточили і знищили угрупування противника в районі м. Мішань і оволоділи Мішаньським укріпленим районом (12 серпня). Надалі війська армії форсували р. Мулінхе, здолали хребет Лаоєлін, оволоділи м. Лінікоу, передовими загонами вийшли на підступи до м. Муданьцзян і штурмом оволоділи ним.
Надалі 1-ша Червонопрапорна армія нестримно розвивала наступ на Харбін; 20 серпня її передові загони вступили в місто, де з'єдналися з раніше висадженими повітряними десантами 2-го Далекосхідного фронту.
Після завершення війни армія входила до складу Приморського військового округу, пізніше Далекосхідного військового округу та була розформована у 1959 році.

#### Командування
- Командувачі:
  - Маршал Радянського Союзу Блюхер В. К. (1938 — ?);
  - комдив Подлас К. П. (1938—1939);
  - комдив, з серпня 1939 комкор, з червня 1940 генерал-лейтенант Попов М. М. (липень 1939 — січень 1941);
  - генерал-лейтенант Єрьоменко А. І. (січень — червень 1941);
  - генерал-лейтенант Васильєв В. П. (червень 1941 — жовтень 1942);
  - генерал-майор, з жовтня 1943 генерал-лейтенант Саввушкін М. С. (жовтень 1942 — червень 1945);
  - генерал-полковник Бєлобородов О. П. (червень 1945 — до кінця війни).
- Члени Військової Ради:
  - дивізійний комісар, з грудня 1942 генерал-майор Романенко А. А. (лютий 1941 — липень 1943);
  - генерал-майор Смоликов І. М. (липень 1943 — до кінця війни).
- Начальники штабу:
  - генерал-майор Шелахов Г. А. (липень 1939 — липень 1943);
  - полковник, з лютого 1944 генерал-майор Юстерник Е. Я. (грудень 1943 — червень 1945);
  - генерал-майор Масленников Ф. Ф. (червень — листопад 1945).
- Командувач авіацією:
  - комбриг Ричагов П. В. (вересень 1938 — червень 1939)

### Бойовий склад

#### Станом на22 червня1941.[1]
- 26-й стрілецький корпус — 21-ша, 22-га, 26-та стрілецькі дивізії;
- 59-й стрілецький корпус — 39, 59-та стрілецькі дивізії;
- 1-ша, 4-та, 5-та стрілецькі бригади;
- 8-ма кавалерійська дивізія;
- 105-й УР;
- 50-й, 273-й корпусні артилерійські полки;
- 165-й гаубично-артилерійський полк,
- 199-й, 549-й гаубично-артилерійські полки великої потужності РГК,
- 115-й, 129-й окремі зенітні артилерійські дивізіони;
- 4-й (Спасськ-Уссурійський) бригадний район ППО;
- 30-й механізований корпус (58-ма, 60-та тд, 239-та мд, 29-й мотоциклетний полк);
- 3-й окремий дивізіон бронепоїздів;
- 32-й, 34-й самохідні артилерійські дивізіони,
- 79-й винищувально-артилерійський дивізіон (на стадії формування)
- 29-й окремий інженерний батальйон.

#### Станом на15 липня1945.[2]
- 26-й стрілецький корпус — 22-га, 59-та, 300-та стрілецькі дивізії та 217-та корпусна артилерійська бригада;
- 59-й стрілецький корпус — 39-та, 231-ша, 365-та стрілецькі дивізії та 216-та корпусна артилерійська бригада;
- 112-й та 6-й польові укріплені райони;
- 75-та, 77-ма, 257-ма танкові бригади;
- 48-й важкий танковий полк;
- 335, 338, 339-й важкі самохідно-артилерійські полки;
- 213-та та 225-та гарматні артилерійські бригади;
- 52-га мінометна бригада;
- 60-та винищувально-протитанкова бригада;
- 33-й та 54-й гвардійські мінометні полки;
- 33-тя зенітна артилерійська дивізія;
- 115-й, 455-й, 721-й окремі зенітні артилерійські дивізіони;
- 12-та та 27-ма інженерно-саперні бригади;
- 16-й парк інженерних машин;
- 13-й та 30-й понтонно-мостові батальйони;
- 21-ша рота водопостачання;
- 19-й полк зв'язку;
- 308-й окремий батальйон зв'язку та шість окремих телеграфних та кабельно-шестових рот;
- 564-та розвідувально-корегувальна авіаційна ескадрилья.

До складу армії входили: особовий склад — 69 000 в/сл., танків та САУ — 418, гармат та мінометів — 1299.